# JR-Baureihe E131
Die Baureihe E131 (131系) der japanischen Eisenbahngesellschaft JR Higashi-Nihon besteht aus Elektrotriebzügen für den Regionalverkehr. Die von J-TREC gefertigten Zwei- bis Vierwagenzüge nahmen ab März 2021 Schritt für Schritt ihren Plandienst auf vorstädtisch oder ländlich geprägten Strecken im Umkreis der Stadt Tokio auf.

## Allgemein

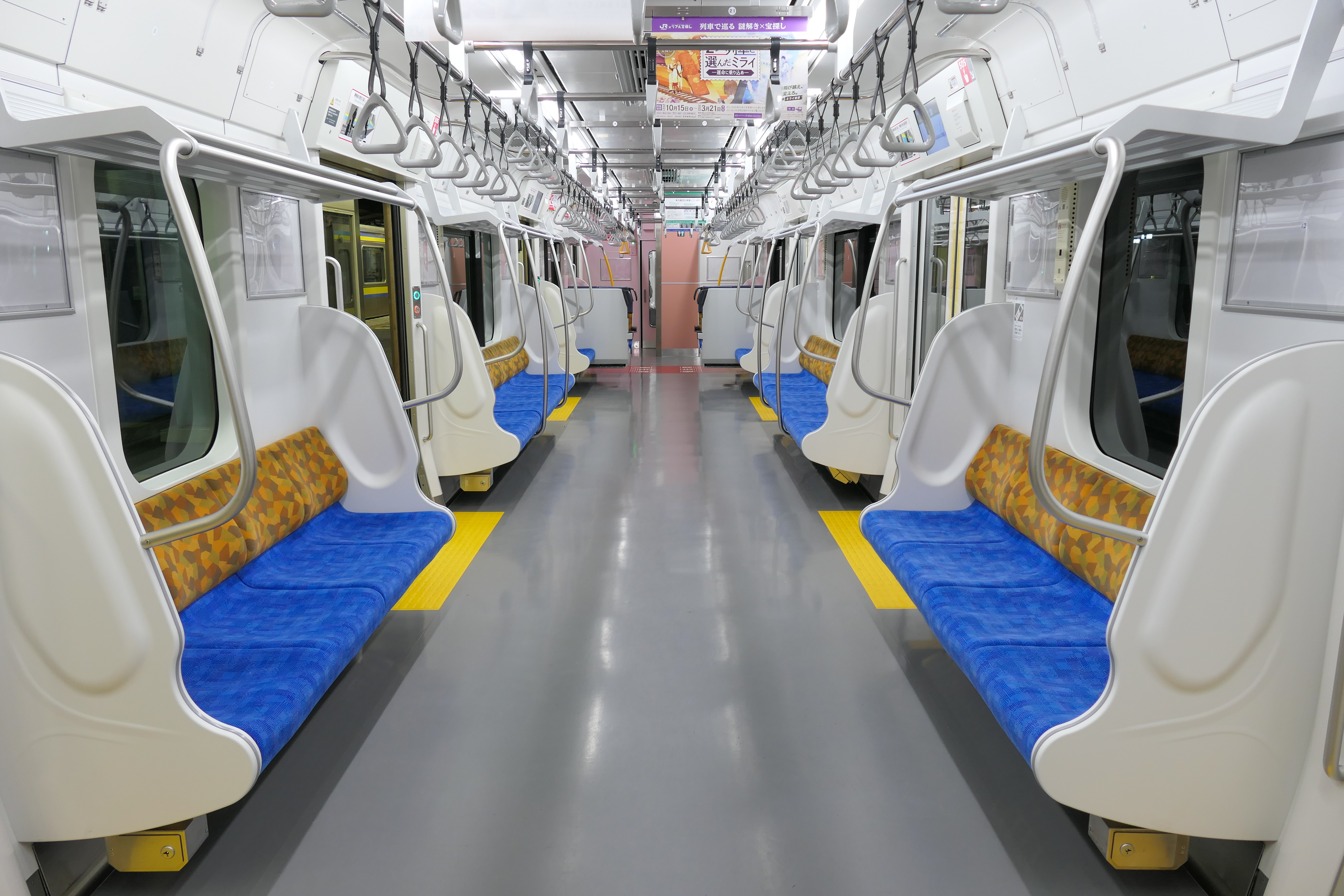
Im Innenraum dominieren Längssitze.

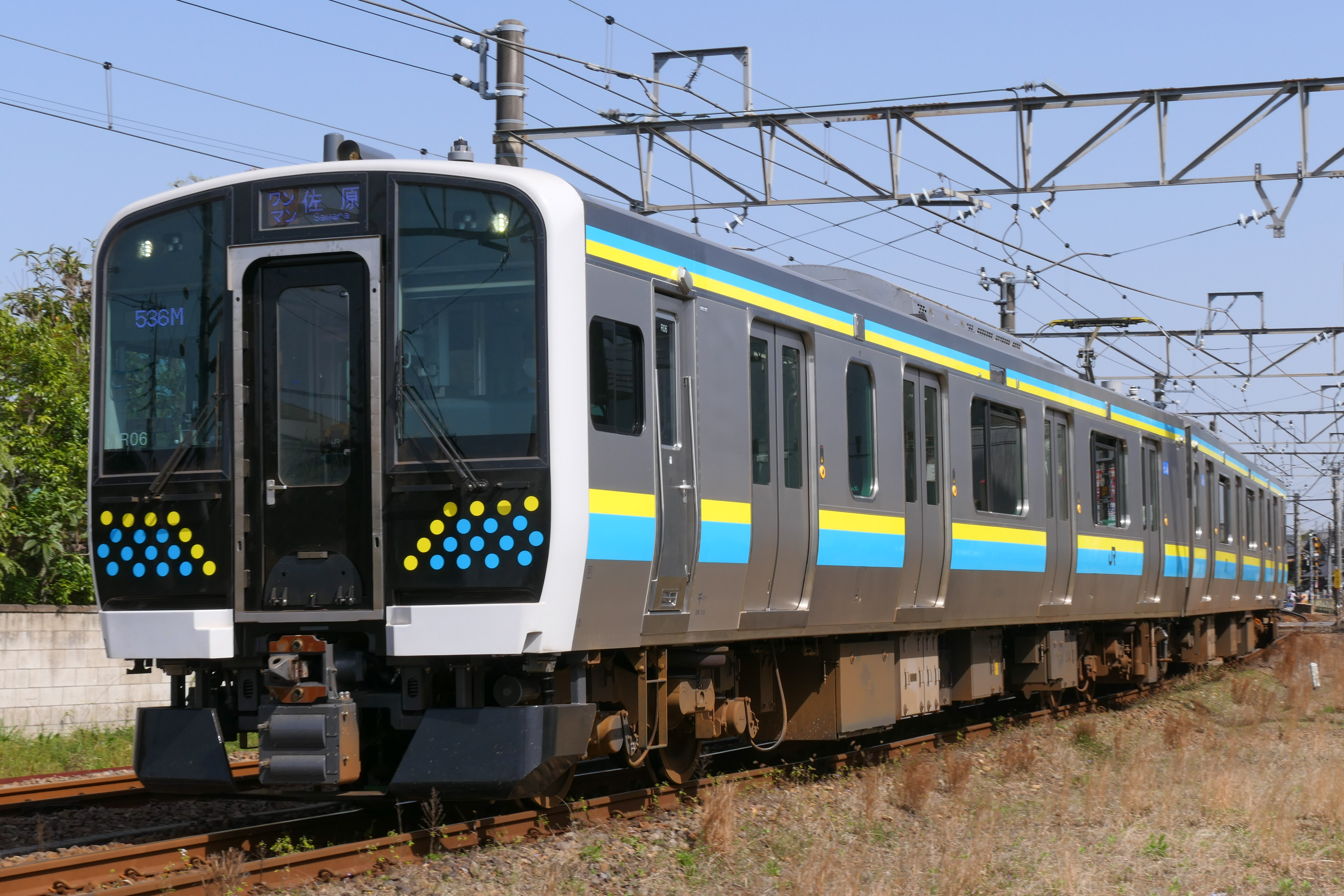
E131-0

Alle Züge der Baureihe sind für den Einmannbetrieb ohne Zugbegleiter mit Kameras ausgerüstet, die den Türbereich überwachen. Da die Züge relativ kurz sind, gibt es an den Enden einen Fahrgastübergang. Wie in der Region Tokio üblich, sind die Triebzüge mit vier halbautomatischen Taschenschiebetüren pro Wagen und Seite ausgerüstet. Es ist überwiegend Längsbestuhlung vorhanden.
Gegenüber den zuvor auf den Regionalstrecken fahrenden Zügen der Baureihe 205 wurde der Komfort erhöht: Es gibt Klimaanlagen, Fahrgastinformationssysteme mit LCDs und die verwendeten Sitze sind gegenüber den älteren besser gepolstert. Die Breite pro Sitzplatz wurde auf 46 Zentimeter erhöht.
Die Hälfte der Drehgestelle eines Zuges wird mit zwei jeweils 150 kW leistenden Asynchronmotoren angetrieben. Durch die Verwendung von Siliziumcarbid in den Traktions-Stromrichtern soll die Zuverlässigkeit gesteigert werden.

## Versionen

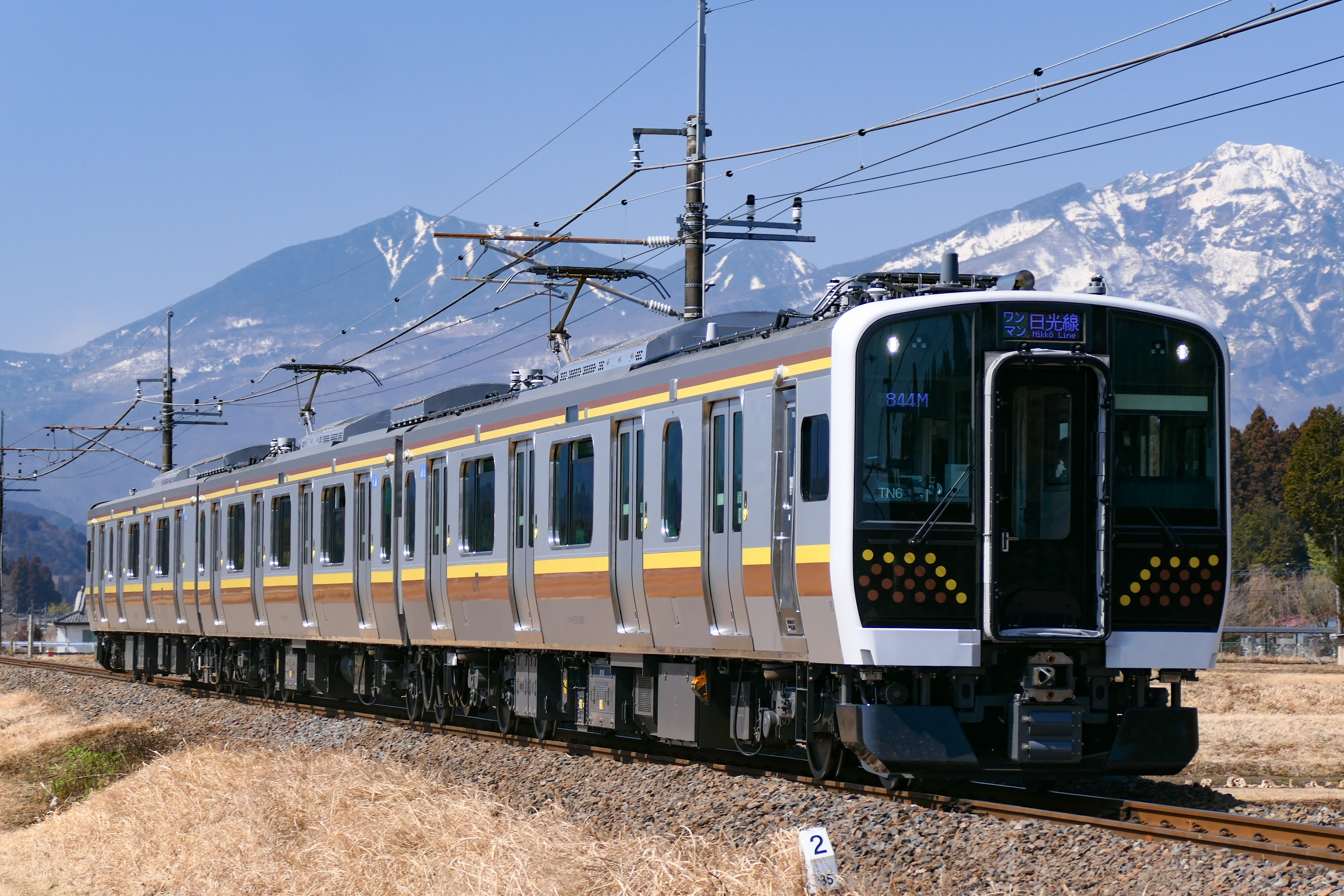
Baureihe E131-600

### E131-0
Zwölf Zweiwagenzüge der Unterbaureihe E131-0 wurden für den Regionalverkehr im Osten Tokios gebaut. Im März 2021 nahmen sie den Betrieb auf der Sotobō-Linie, der Uchibō-Linie und der Kashima-Linie auf. Einzelne Züge werden über die Narita-Linie zum Bahnhof Narita durchgebunden.

### E131-500
Am 18. November 2021 wurde das Rollmaterial der im Westen Tokios befindlichen Sagami-Linie vollständig ausgetauscht. Zwölf Vierwagenzüge der Unterbaureihe E131-500 ersetzten die Baureihe 205. Die rund achtzig Meter langen Züge haben eine Leistung von 1200 kW und erhielten eine blaue Farbgebung.

### E131-600
Für Dienste im Nordwesten Tokios lieferte J-TREC 15 Dreiwagenzüge. Sie werden auf der Nikkō-Linie und im Nahverkehr auf den nicht nach Tokio durchgebundenen Zügen der Utsunomiya-Linie (Abschnitt Oyama–Kuroiso) eingesetzt. Die gelb-braune Farbe soll an die goldenen Tempel von Nikko erinnern.

### E131-1000

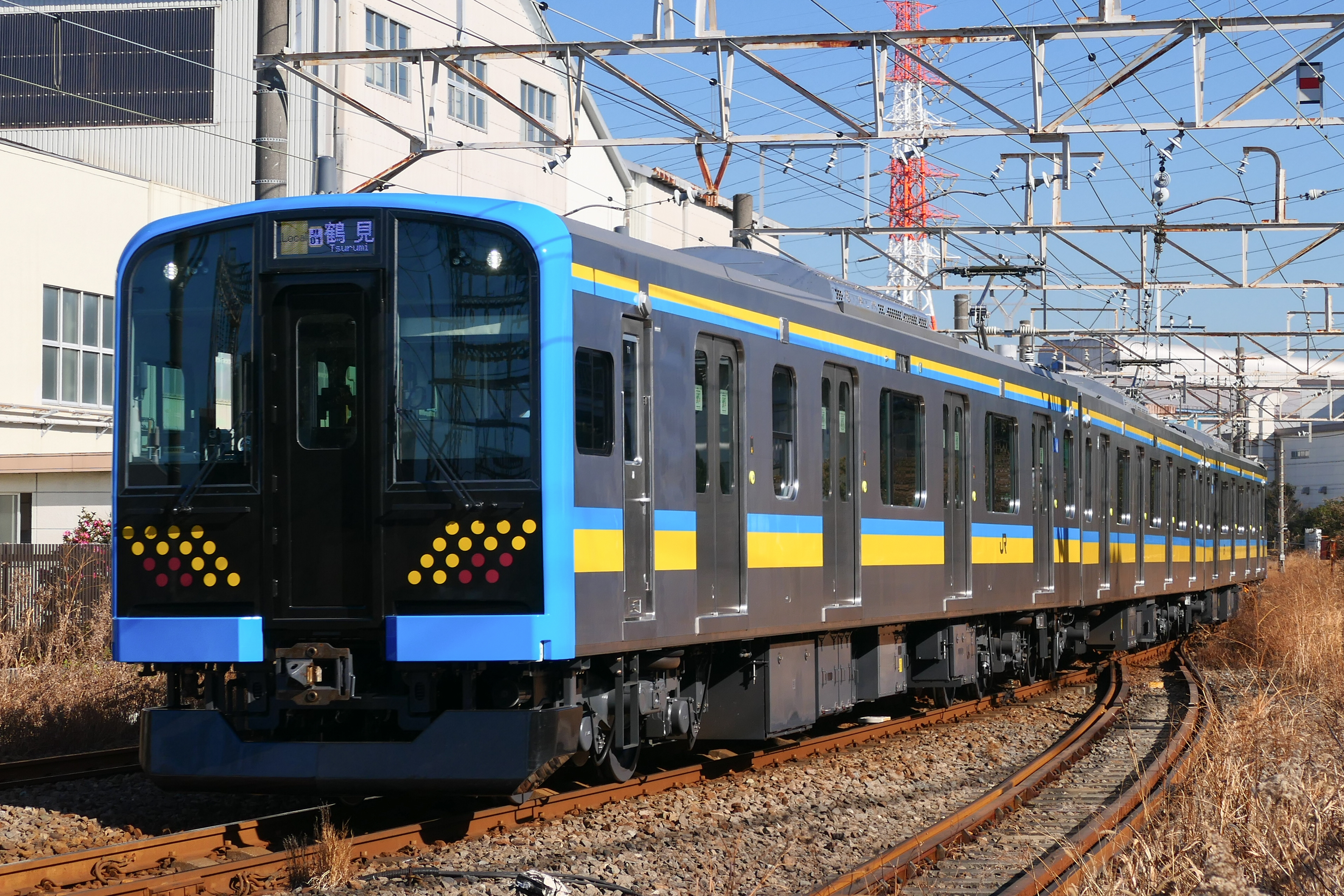
E131-1000 ohne Bombierung

Die Züge der Baureihe E131-1000 haben gegenüber den anderen Serien keine Bombierung und sind daher nur rund 2,8 Meter breit. Acht Dreiwagenzüge wurden für den Einsatz auf der Tsurumi-Linie beschafft und nahmen im Dezember 2023 ihren Betrieb auf.